# Энкю
Энкю (яп. 延久 энкю:) — девиз правления (нэнго) японских императоров Го-Сандзё и Сиракава, использовавшийся с 1069 по 1074 год.

## Продолжительность
Начало и конец эры:
- 13-й день 4-й луны 5-го года Дзиряку (по юлианскому календарю — 6 мая 1069);
- 23-й день 8-й луны 6-го года Энкю (по юлианскому календарю — 16 сентября 1074).

## Происхождение
Название нэнго было заимствовано из классического древнекитайского сочинения Шу цзин:「我以道惟安、寧王之徳謀欲延久也」.

## События
- 1069 год (2-я луна 1-го года Энкю) — изданы Куроку-сёэн-кэнкэйсё (яп. 記録荘園券契所) — новые законы о ликвидации сёэнов, созданных после 1045 года, а также ликвидировались более ранние сёэны, созданные без соответствующих документов и разрешений;
- 1069 год (1-й год Энкю) — супруга нового императора Го-Сандзё получила титул «вторая императрица-жена» (тюгу)[6];
- 1070 год (2-й год Энкю) — война с эдзо годов Энкю (яп. 延久蝦夷合戦 Энкю: эдзо кассэн)[7];
- 1072 год (8-й день 12-й луны 4-го года Энкю) — император Го-Сандзё отрёкся от престола; трон перешёл его сыну, который через некоторое время взошёл на престол как император Сиракава[8];
- 1073 год (21-й день 4-й луны 5-го года Энкю) — Го-Сандзё постригся в буддийские монахи под именем Конго-гё[9];
- 1073 год (7-й день 5-й луны 5-го года Энкю) — дайдзё тэнно Го-Сандзё скончался в возрасте 40 лет[9].

## Сравнительная таблица
Ниже представлена таблица соответствия японского традиционного и европейского летосчисления. В скобках к номеру года японской эры указано название соответствующего года из 60-летнего цикла китайской системы гань-чжи. Японские месяцы традиционно названы лунами.
| 1-й год Энкю (Земляной Петух)       | 1-я луна*       | 2-я луна   | 3-я луна* | 4-я луна* | 5-я луна  | 6-я луна* | 7-я луна  | 8-я луна*              | 9-я луна    | 10-я луна  | 10-я луна* (високосная) | 11-я луна     | 12-я луна      |
| ----------------------------------- | --------------- | ---------- | --------- | --------- | --------- | --------- | --------- | ---------------------- | ----------- | ---------- | ----------------------- | ------------- | -------------- |
| Юлианский календарь                 | 26 января 1069  | 24 февраля | 26 марта  | 24 апреля | 23 мая    | 22 июня   | 21 июля   | 20 августа             | 18 сентября | 18 октября | 17 ноября               | 16 декабря    | 15 января 1070 |
| 2-й год Энкю (Металлическая Собака) | 1-я луна*       | 2-я луна   | 3-я луна* | 4-я луна* | 5-я луна  | 6-я луна* | 7-я луна  | 8-я луна*              | 9-я луна    | 10-я луна  | 11-я луна*              | 12-я луна     |                |
| Юлианский календарь                 | 14 февраля 1070 | 15 марта   | 14 апреля | 13 мая    | 11 июня   | 11 июля   | 9 августа | 8 сентября             | 7 октября   | 6 ноября   | 6 декабря               | 4 января 1071 |                |
| 3-й год Энкю (Металлическая Свинья) | 1-я луна        | 2-я луна*  | 3-я луна  | 4-я луна* | 5-я луна* | 6-я луна  | 7-я луна* | 8-я луна*              | 9-я луна    | 10-я луна  | 11-я луна*              | 12-я луна     |                |
| Юлианский календарь                 | 3 февраля 1071  | 5 марта    | 3 апреля  | 3 мая     | 1 июня    | 30 июня   | 30 июля   | 28 августа             | 26 сентября | 26 октября | 25 ноября               | 24 декабря    |                |
| 4-й год Энкю (Водяная Крыса)        | 1-я луна        | 2-я луна   | 3-я луна* | 4-я луна  | 5-я луна* | 6-я луна* | 7-я луна  | 7-я луна* (високосная) | 8-я луна*   | 9-я луна   | 10-я луна               | 11-я луна*    | 12-я луна      |
| Юлианский календарь                 | 23 января 1072  | 22 февраля | 23 марта  | 21 апреля | 21 мая    | 19 июня   | 18 июля   | 17 августа             | 15 сентября | 14 октября | 13 ноября               | 13 декабря    | 11 января 1073 |
| 5-й год Энкю (Водяной Бык)          | 1-я луна        | 2-я луна*  | 3-я луна  | 4-я луна  | 5-я луна* | 6-я луна* | 7-я луна  | 8-я луна*              | 9-я луна*   | 10-я луна  | 11-я луна               | 12-я луна*    |                |
| Юлианский календарь                 | 10 февраля 1073 | 12 марта   | 10 апреля | 10 мая    | 9 июня    | 8 июля    | 6 августа | 5 сентября             | 4 октября   | 2 ноября   | 2 декабря               | 1 января 1074 |                |
| 6-й год Энкю (Деревянный Тигр)      | 1-я луна        | 2-я луна*  | 3-я луна  | 4-я луна  | 5-я луна* | 6-я луна  | 7-я луна* | 8-я луна               | 9-я луна*   | 10-я луна  | 11-я луна*              | 12-я луна     |                |
| Юлианский календарь                 | 30 января 1074  | 1 марта    | 30 марта  | 29 апреля | 29 мая    | 27 июня   | 27 июля   | 25 августа             | 24 сентября | 23 октября | 22 ноября               | 21 декабря    |                |

* звёздочкой отмечены короткие месяцы (луны) продолжительностью 29 дней. Остальные месяцы длятся 30 дней.